# Joost Berkvens
Joost Berkvens (22 mei 1981) is een Nederlandse schaker. In 2001 werd hem door de FIDE de titel Internationaal Meester (IM) toegekend.
Hij is lid van schaakclub Eindhoven. In 1999 werd hij kampioen bij de jeugd tot 20 jaar te Leiden en 2001 te Nijmegen. In 2001 speelde hij mee in het jeugdwereldkampioenschap in Athene, hij eindigde hier als 39e bij een totaal van 89 deelnemers. In datzelfde jaar nam hij deel aan Stork Young Masters. Hier bezette Berkvens de vierde plaats. Hij was ook ettelijke keren snelschaakkampioen en ook kampioen rapid schaak. Bij het Essent-toernooi te Hoogeveen werd Berkvens elfde na Yge Visser en Sipke Ernst en bij het Corus C-toernooi bezette hij de vijfde plaats.
In 2007 nam hij in het Turkse Kemer met de vereniging Utrecht deel aan de European Club Cup.